# قاعدة البحر
تعد قاعدة البحر قدرة بحرية للقيام بوظائف ومهام مختارة في البحر دون الاعتماد على البنية التحتية على الشاطئ. يمكن أن تحافظ القواعد البحرية على قوات عسكرية كبيرة أثناء العمليات على مسافات كبيرة من المراكز اللوجستية التقليدية.

## روابط خارجية
- GlobalSecurity.org